# Sam Scrimgeour
Sam Scrimgeour (28 de enero de 1988) es un deportista británico que compitió en remo.
Ganó cuatro medallas en el Campeonato Mundial de Remo entre los años 2013 y 2016, y tres medallas en el Campeonato Europeo de Remo entre los años 2012 y 2016.

## Palmarés internacional
| Campeonato Mundial | Campeonato Mundial       | Campeonato Mundial | Campeonato Mundial        |
| Año                | Lugar                    | Medalla            | Prueba                    |
| ------------------ | ------------------------ | ------------------ | ------------------------- |
| 2013               | Chungju (Corea del Sur)  | Medalla de bronce  | Dos sin timonel ligero    |
| 2014               | Ámsterdam (Países Bajos) | Medalla de bronce  | Dos sin timonel ligero    |
| 2015               | Aiguebelette (Francia)   | Medalla de oro     | Dos sin timonel ligero    |
| 2016               | Róterdam (Países Bajos)  | Medalla de bronce  | Dos sin timonel ligero    |
| Campeonato Europeo |                          |                    |                           |
| Año                | Lugar                    | Medalla            | Prueba                    |
| 2012               | Varese (Italia)          | Medalla de plata   | Cuatro sin timonel ligero |
| 2014               | Belgrado (Serbia)        | Medalla de plata   | Dos sin timonel ligero    |
| 2016               | Brandeburgo (Alemania)   | Medalla de oro     | Dos sin timonel ligero    |